# Ferenike i Pejsidoros
Ferenike i Pejsidoros – opowiadanie polskiego pisarza Lucjana Rydla z 1909 r.
Historyczno-obyczajowy obrazek z życia starożytnych Greków nakreślony na tle 88 olimpiady w 428 roku p.n.e.

## Treść
Na panhelleńskie igrzyska w elejskiej Olimpii przybywa przebrana za mężczyznę matka z ukochanym synem. On ma uczestniczyć w olimpijskich konkurencjach juniorów, ona gorąco pragnie oglądać jego wystąpienie i być naocznym świadkiem jego zwycięstwa, choć prawo surowo zakazuje kobietom wstępu na teren igrzysk. Za jego złamanie grozi bezwarunkowe strącenie winowajczyni ze skały Typajon.

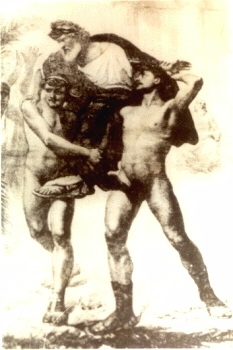
Diagoras obnoszony wobec publiczności przez synów-zwycięzców

### Tło historyczne
Podzielona na 7 części (rozdziałów) fabuła opowiadania mówi o córce i wnuku słynnego Diagorasa z Rodos, pochodzącego ze znakomitego rodu Eratydów, który był periodonikiem, czyli zwycięzcą we wszystkich najważniejszych zawodach (agonach) helleńskich i kilku pomniejszych (autor podaje ten rodowód w treści utworu – rozdz. I, IV). Pindar poświęcił mu swą odę Olimpijską VII jako zwycięzcy w walce na pięści. Zwycięstwa odnosił też ojciec Diagorasa oraz jego synowie w latach późniejszych. W opowiadaniu jego wnuk Pejsidoros występuje w olimpijskim pięcioboju (pentatlonie) ostatniego dnia igrzysk. Gdy odnosi upragnione zwycięstwo, matka – nie mogąc ukryć szczęścia, mimowolnie zdradza się wśród widzów.
Treść utworu oparto na odnotowanym w historii autentycznym wydarzeniu, jakie miało miejsce podczas jednej ze starożytnych olimpiad. Pauzaniasz tak pisze o tym zdarzeniu:
„Jednak żadnej na tym nie schwytano, tylko jedną, Kalipatejrę; inni zowią ją Fereniką. Ubrała się ona zupełnie na kształt gimnasty i zaprowadziła do Olimpii swego syna, by się tam o wieniec ubiegał. Gdy Pejsidoros zwyciężył, skoczyła Kalipatejra przez szranki, przy czym obnażyła się. Lecz chociaż się wydało, iż jest niewiastą, puścili ją bezkarnie przez cześć dla rodzica, braci i syna, gdyż im wszystkim przypadły były w udziale zwycięstwa olimpijskie.”
Mimo wyrozumiałości hellanodików (kierowników igrzysk i zarazem sędziów sportowych), wprowadzono odtąd zasadę, iż oprócz zawodników także ich opiekunowie-trenerzy (gimnaści) musieli występować na stadionie nago.

## Cechy utworu

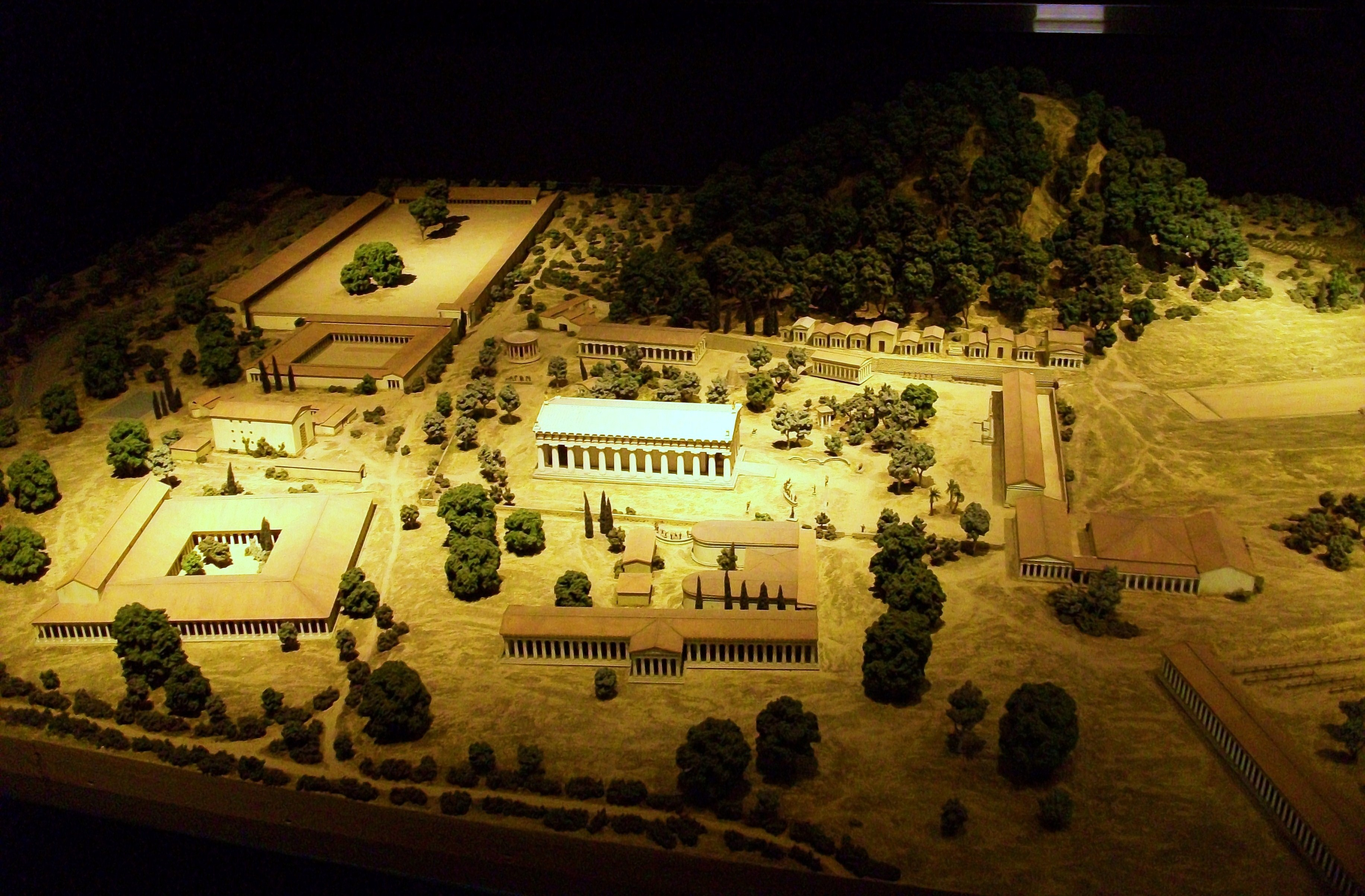
Sceneria starożytnej Olimpii (makieta)

Pisarz był dobrym znawcą historii starożytnej Grecji (z której prowadził wykłady), jak również tłumaczem Homerowej Iliady (1896). W zdarzeniu przekazanym przez Pliniusza i Pauzaniasza dostrzegł możliwość nie tylko pokazania piękna i chwały miejsca starożytnych olimpiad, ale i przekazania pewnych wartości oraz morału ważnych dla swych współczesnych. Głębszą podstawę inspiracji stanowiła odbyta wcześniej podróż do Grecji i wrażenia wyniesione z odwiedzenia znanych miejsc kultury antycznej (szczegóły topograficzne w opisach sugerują znajomość terenu z autopsji). W opowiadaniu Rydel daje barwne przedstawienie scenerii i atmosfery igrzysk, a także emocjonalne opisy poszczególnych konkurencji sportowych odbywających się w kolejnych dniach wielkiej imprezy – tak jak przekazały to źródła antyczne. W toku narracji przybliża charakterystyczne miejsca Olimpii (święty okręg Altis, świątynia Zeusa z jego imponującym posągiem Fidiasza, aleja posągów zwycięzców) w okresie jej rozkwitu, a pomiędzy widzów wplata znakomite postacie tych czasów (Sokrates z Alkibiadesem, Tukidydes, Eurypides, Arystofanes, Sofokles).
Szczęśliwe zakończenie tej niezwykłej historii – to na szerokim tle triumfów fizycznych (ciała) w Olimpii, dodatkowo ukazanie triumfu ducha ludzkiego, wrażliwości i rozsądku nad administracyjnym rygorem i bezduszną literą prawa. Ogólniejszy morał zawarty w utworze Rydla podpowiada, że różniąca się od autokratycznych reżimów demokracja musi w swych zasadach kierować się także humanitaryzmem i przepisami prawa dostosowanymi nie tylko do życia, lecz i do wyjątkowych wypadków. Tylko wtedy można w społeczeństwie ludzi wolnych mówić o pięknie i jedności ducha i ciała (starogrecki ideał kalokagatii).

## Wydania
Pierwodruk utworu ukazał się w krakowskim wydawnictwie Gebethnera i Spółki w 1909 r. Międzywojenne wydania pochodzą z Państwowego Wydawnictwa Książek Szkolnych we Lwowie (1929?, 1934). Powojenne edycje należą do wydawnictwa „Nasza Księgarnia” (1951, 1952, 1953, 1959, 1970).